# Vannevar Labs
Vannevar Labs — высокотехнологичный стартап, тесно связанный с американской разведкой. Его самая востребованная разработка — пакет программного обеспечения Decrypt — используется на базах Пентагона по всему миру.

## История
Компанию назвали в честь Вэнивара Буша, американского учёного, который изобрёл прообраз компьютера, участвовал в Манхэттенском проекте по созданию ядерной бомбы и написал эссе, в котором предсказал появление интернета.
Основатели компании — Бретт Гранберг и Нини Мурхед. Гранберг ранее сотрудничал с ЦРУ и АНБ, работал в некоммерческой венчурной фирме, которая тесно взаимодействовала с разведывательным сообществом США, снабжая агентства передовыми технологиями. Мурхед семь лет работала в структурах по борьбе с терроризмом, занимаясь борьбой с сетями экстремистов. Гранберг и Мурхед познакомились, когда учились в Стэнфордской школе бизнеса.
Уже в 2019 году стартап привлёк 4,5 млн долларов венчурного финансирования. В августе 2021 года компания собрала ещё 21 млн долларов.
К середине 2021 года компания включила в совет директоров Джона Дойла (John Doyle), давнего сотрудника компании Palantir, который отвечал в ней за деятельность по вопросам национальной безопасности. На то время команда стартапа состояла поровну из специалистов по вопросам безопасности и теми, кто отвечал за технологии.
В январе 2023 года компания привлекла ещё 75 млн долларов.

### Decrypt
Стартап использует наработки в области искусственного интеллекта. Decrypt — самая известная разработка компании. Пакет программного обеспечения стал доступен для пользователей в январе 2021 года. ПО обрабатывает большие массивы данных на иностранных языках, систематизирует информацию, собираемую разведывательными службами, проводит мгновенный перевод и интерпретацию необходимых документов. Сообщается, что американские ВВС используют это ПО при анализе технических документов о российских зенитных системах.

## Дополнительная информация
На начало 2025 года штат компании насчитывал более 110 человек. Штаб-квартира находится в Пало-Альто в Калифорнии. Стоимость компании оценивается в 575 млн долларов.